# Василий Аргамаков
Василий Федорович Аргамаков (на руски: Василий Федорович Аргамаков) е руски офицер, генерал-майор. Участник в Руско-турската война (1877 – 1878).

## Биография
Василий Аргамаков е роден в Русия през 1840 г. в семейството на потомствен дворянин. Ориентира се към военното поприще. Завършва 1-ви кадетски корпус. Действителна военна служба започва с първо офицерско звание прапорщик (1859).
Участва в Руско-турската война (1877 – 1878). Назначен за командир на 61-ви Владимирски пехотен полк с повишение във военно звание полковник. Включен е в състава на отряд с командир генерал-майор Михаил Скобелев. Участва в борбата за Плевен: атаката на Зелените височини и третата атака на града на 30 август 1877 г. Полкът, воден лично от полковник Василий Аргамаков, успява да превземе редута Кованлък. Не получава исканата поддръжка и с цената на много жертви се оттегля. Сред загиналите е комендантът на редута майор Фьодор Горталов. С императорска заповед воините на полка носят паметен отличителен знак „За взятие редута под Плевной 30 август 1877 г.“
Участва в зимното преминаване на Стара планина в състава на Южния отряд с командир генерал-лейтенант Фьодор Радецки. Сражава се храбро в битката при Шейново, която завършва с пленяването на Централната османска армия с командир Вейсел паша. Командир е на авангарда на отряда на генерал-майор Михаил Скобелев. Полковник Василий Аргамаков е сред първите влезли в превзетия превзетия Одрин. Награден е със златно оръжие „За храброст“, орден „Свети Владимир“ III ст. и орден „Свети Станислав“ I ст. Повишен е във военно звание генерал-майор от 1878 г.
След войната продължава службата в Руската армия. Излиза в оставка през 1886 г.
Генерал-майор Василий Аргамаков е сред видните познавачи на стрелковото дело в Руската императорска армия. Автор на практически ръководства по стрелба.